# Тога (острів)
Тога - острів у групі Торрес у провінції Торба, Вануату.

## Географія
Острів Тога - найпівденніший з островів Торрес. Розмір острова 6 км на 4,5 км. Орієнтовна висота місцевості над рівнем моря 104 м. Тога оточена вузьким рифом, який швидко опускається в глибоку воду. Вершиною острова є гора Лемеура ( місцеве Lēmere [ˈlemərə] ), розташований на західній стороні острова. Клімат на Тозі вологий тропічний. Середньорічна кількість опадів становить близько 4000 мм. На острів часто зазнає впливу циклонів і землетрусів.

## Населення
Тога є найбільш населеним островом у Торресових островах, де проживає близько 250 осіб. Вони розмовляють діалектом мови Ло-Тога . Населення проживає у двох селах: Liqal [liˈkʷal] і Litew [liˈtəw]. Стародавнє село, нині покинуте, називалося Куруретако [kʷurʉrətakʷo].

## Тваринний світ
Відомо, що в цьому районі живуть сипухи крапчасті. У печері в Тога було знайдено багато зразків кісток сови, які були розглянуті вченими. Їх здобиччю були гекони та щури.

## Назва
Назва Toga [toɣa] походить від мови мота, яка використовувалася як основна мова меланезійської місії. Місцеві жителі називають острів Тоге [ˈtɔɣə] в Ло-Тога і в Хів. Обидві ці назви походять від форми прото-Торрес-Бенкс * Toɣa .